# Rôle d'audience
En droit, le rôle d'audience est le document où le greffier prépare la liste des litiges en cours qui seront appelés à l'audience du tribunal. La « mise au rôle » signifie qu'une affaire sera appelée à l'audience.

## Droit par pays

### Canada

#### Québec
De nos jours, des extraits des rôles d'audience sont mis sur les sites web des tribunaux, notamment depuis la pandémie de COVID-19, qui a entraîné une accélération forcée du processus d'informatisation du système juridique enclenché déjà quelques années auparavant. 
Il existe des règles de procédure civile relatives à la mise au rôle. L'article 173 du Code de procédure civile établit un délai de 6 mois (ou 12 mois en matière familiale) à compter de l'acceptation du protocole de l'instance pour que le demandeur procède à la mise en état du dossier et dépose au greffe une demande pour instruction et jugement. La demande pour inscription se fait au moyen d'une déclaration commune des parties indiquant que le dossier est en état (art. 174 CPC). 
L'article 22 du Règlement de la Cour supérieure du Québec en matière civile prévoit concernant le rôle provisoire qu'« à la suite de l’inscription pour instruction et jugement, le greffier prépare une liste des affaires qui peuvent être appelées durant les semaines à venir et, au moins 15 jours avant la date de la séance mentionnée ci-après, il expédie par la poste à chacun des avocats au dossier, ». 
L'article 25 du Règlement prévoit que le rôle d'audience est aussitôt expédié par le greffier aux juges appelés à instruire l'affaire. Cet article indique le contenu du rôle d'audience. L'article 26 du Règlement dispose que « le juge en chef ou le juge désigné ou, sous leur autorité, le greffier ou le maître des rôles peut ajouter au rôle d’audience des causes qu’il considère prêtes à procéder ».
L'article 31 du Règlement énonce quelles sont les causes prioritaires au rôle d'audience : il y a notamment les causes incidentes à l'exécution forcée des jugements, les causes en contestation d’une réclamation produite par un créancier dans une saisie en mains tierce, les causes en contestation d’une réclamation produite dans les cas de dépôts volontaires et les causes relatives aux demandes d’autorisation de saisie avant jugement.

### France
En France, les rôles des juridictions administratives sont affichés à la porte de la salle d'audience.